# Matti Markkanen

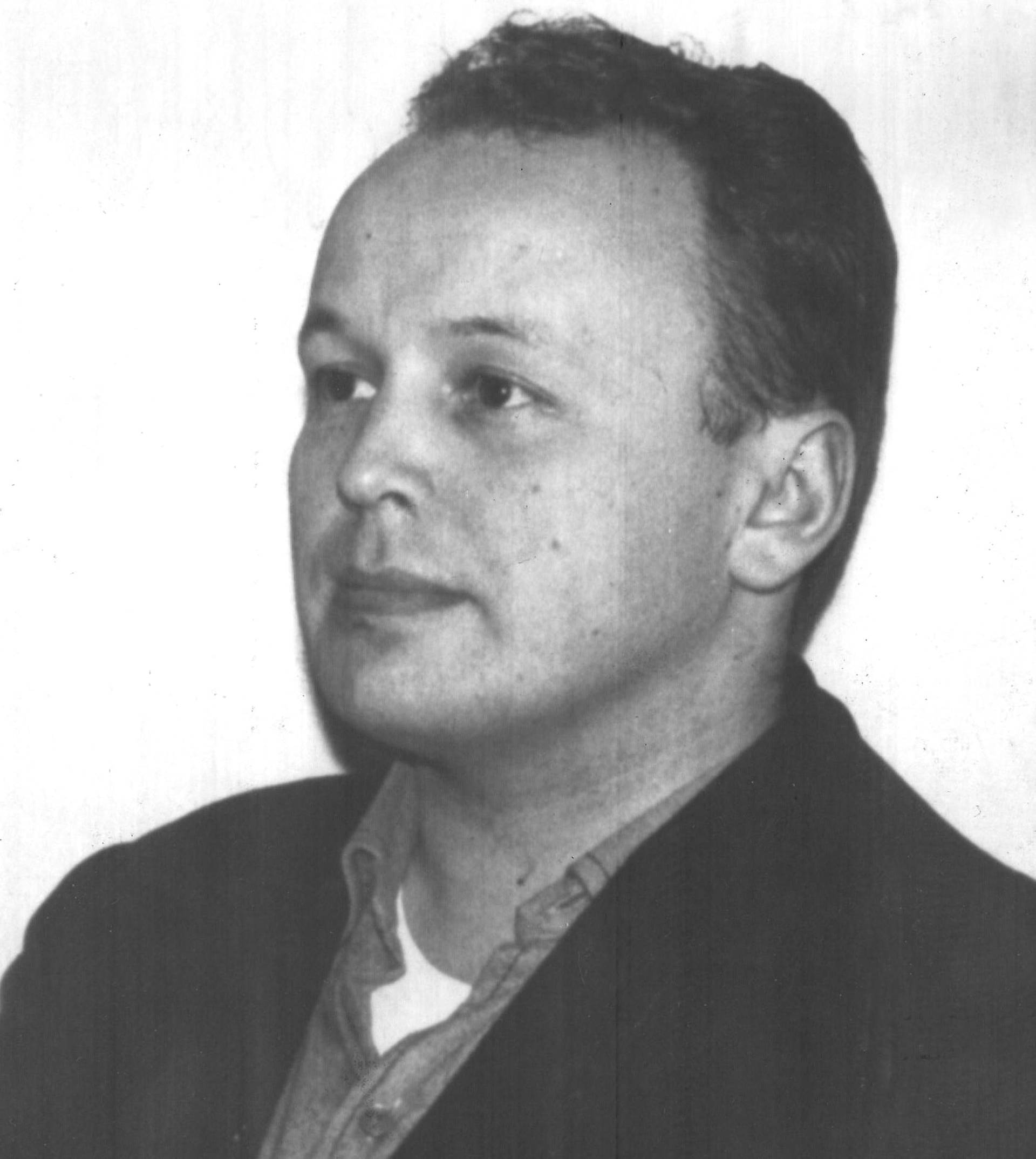
Matti Markkanen under 1960-talet.

Matti Vilho Olavi Markkanen, senare Martin Edholm, född 4 december 1937 i Lappo, Finland, död 2 mars 2016 i Helsingfors, var en finsk bankrånare. Han var även känd under namnet Volvo-Markkanen, på grund av att han föredrog Volvo som flyktbil.
Markkanen genomförde hundratals brott, mestadels bankrån, från 1960-talet till tidigt 1980-tal, i nästan alla de nordiska länderna. Markkanen greps den 3 november 1980 i Småland. Han tillbringade de 20 följande åren i fängelse, under vilka han rymde två gånger.
Taavi Kassilas bok Kameleontti ("Kameleont") hävdar att Markkanen även arbetade som spion för KGB och var med i Organisation de l'Armée Secrète, en fransk terroristorganisation.